# Trys sezonai
AB Trys sezonai (dt. 'Drei Saisons') war ein Unternehmen mit der Textilfabrik in der zweitgrößten litauischen Stadt Kaunas. Man produzierte Sport-Trikotage und Unterwäsche für Frauen. 18 % Aktien des Unternehmens hatte der Staat (Republik Litauen) und 44,4 % Jonas Žakaitis.

## Geschichte
1935 wurde die Trikotage-Fabrik „Trikotažas“ errichtet. Ab 1975 gehörte sie dem Adelė-Šiaučiūnaitė-Trikotage-Herstellungsverband (Adelės Šiaučiūnaitės trikotažo gamybinis susivienijimas). Am 3. Dezember 1990 wurde die Fabrik als Valstybinė įmonė „Trikotažas“ gegründet. Als ein Staatsbetrieb blieb sie bis zum 17. April 1992.  1992 wurde die staatliche Fabrik „Trikotažas“ zu AB „Trikotažas“ (Generaldirektor Jonas Žakaitis) nach der Privatisierung reorganisiert. Die Kunden waren Femina und Bekleidungshaus Otto Werner aus Deutschland, Hennes & Mauritz (Schweden) und andere skandinavische Firmen. „Trikotažas“ exportierte 90 % der Produktion (70 % nach Westen und von 10 % bis 15 % nach Russland, Lettland und Estland). 1996 erzielte man den Gewinn von 441.000 Lt (127.722 Euro). „Trikotažas“ beschäftigte 1.200 Mitarbeiter. Nach dem Auftrag von AB „Trikotažas“ verarbeite das verwandte Unternehmen AB Silva etwa 30–50 Tonnen Produkte im Bereich der Appretur monatlich.
2001 wurde AB „Trikotažas“ zu AB „Trys sezonai“ umbenannt. Der Generaldirektor war Julius Dilys. 2000 erzielte man einen Umsatz von 14,889 Mio. Litas. September 2001 schenkte AB „Trikotažas“ das demontierte Adelė-Šiaučiūnaitė-Denkmal dem Park Grūto parkas in Druskininkai.
Im September 2001 präsentierte AB „Trys sezonai“, die erste Kollektion der Trikotage-Produkte (Designer Žymantas Mugenis) mit 30 Modellen in der internationalen Ausstellung “Baltijos tekstilė ir oda” von Litexpo in Vilnius.
2002 produzierte das Unternehmen bis zu 2,4 Millionen Trikotage-Produkte. 97 % aller Produkte wurden nach Westeuropa exportiert. Der größte Abnehmer der Produkte war das schwedische Unternehmen H&M. 80 % Produktion verkaufte man an ausländische Kunden in Deutschland und Skandinavien (Schweden, Finnland, Dänemark). 2002 beschäftigte das Unternehmen 500 Mitarbeiter. Das Stammkapital betrug 14,99 Mio. Litas. 68 % Aktien gehörte einer Gruppe von Personen wie Juozas Dilys, Rosvaldas Vaitkus, Rita Žakaitienė (2002: 42,13 % Aktien).
2003 begann „Trys sezonai“ eine neue Fabrik im Stadtteil Dainava zu bauen. Im ehemaligen Fabrik-Territorium (2,3 ha) und Gebäude wurde das Handelszentrum „Hyper Maxima“ von „VP Market“ eingerichtet. 2004 plante man einen Umsatz von 22 Mio. Litas zu erreichen. 2005 kauften Igor Rapoport und Aleksandr Vitolinis 46,82 Aktien von „Trys sezonai“ für 211.344 Lats (0,3 Mio. Euro). Im Juli 2005 wurde „Trys sezonai“ insolvent. 2006 schuldete das Unternehmen 9 Mio. Lt (die Hauptgläubiger waren Valstybinė mokesčių inspekcija und „SoDra“). Die Anlagen und Gebäude verkaufte man dem Unternehmen UAB „Kauno tekstilė“ (Direktorin Vanda Pranculienė, ehemalige Leiterin von „Trys sezonai“). Am 5. Februar 2007 wurde das Unternehmen wegen der Liquidation aufgelöst.